# Pfarrkirche St. Goar (Muri)

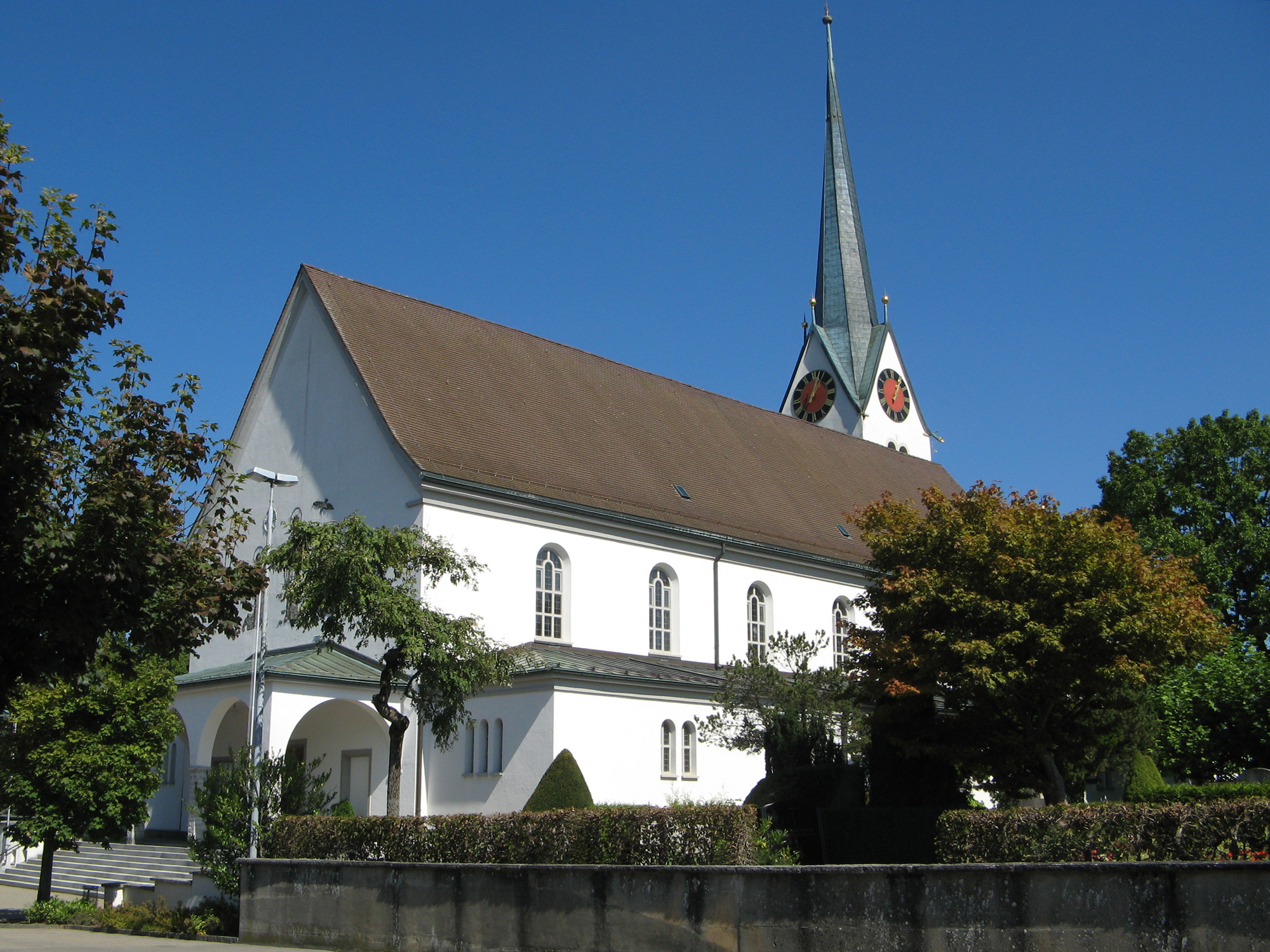
Pfarrkirche St. Goar

Die Pfarrkirche St. Goar ist die römisch-katholische Pfarrkirche von Muri im Kanton Aargau. Sie befindet sich im Ortsteil Wey auf dem Kirchbühlhügel, rund 250 Meter südlich des Klosters Muri. Die Pfarrkirche geht auf das 10. Jahrhundert zurück, musste aber der Klosterkirche weichen und wurde am heutigen Standort neu erbaut. Älteste Bestandteile sind das Fundament des Kirchturms (ca. 1335) und der frühbarocke Chor (1640/46). Die Kirche gehört zum Pastoralraum Muri AG und Umgebung in der Bistumsregion St. Urs des Bistums Basel. Seit 1959 steht sie unter Denkmalschutz des Bundes.

## Geschichte
Die frühe Geschichte der Pfarrkirche ist eng mit jener des Klosters verbunden. Die Acta Murensia berichtet von einer Eigenkirche im Besitz von Freibauern. Vor der Jahrtausendwende stellten sie sich unter den Schutz des Habsburgers Lanzelin, der später die Besitzer vertrieb und durch Eigenleute ersetzte. Lanzelins Sohn Radbot schlug einen Angriff der Erben der Vertriebenen nieder. Eine Fehde mit seinem jüngeren Bruder Rudolf hatte um 1025 die Plünderung Muris zur Folge. Radbot heiratete Ita von Lothringen und schenkte ihr als Morgengabe die Besitzungen in Muri. Ita erfuhr, dass sie unrechtmässig erworben worden waren und setzte die Stiftung eines Klosters durch, um die auf sich geladene Schuld zu sühnen.

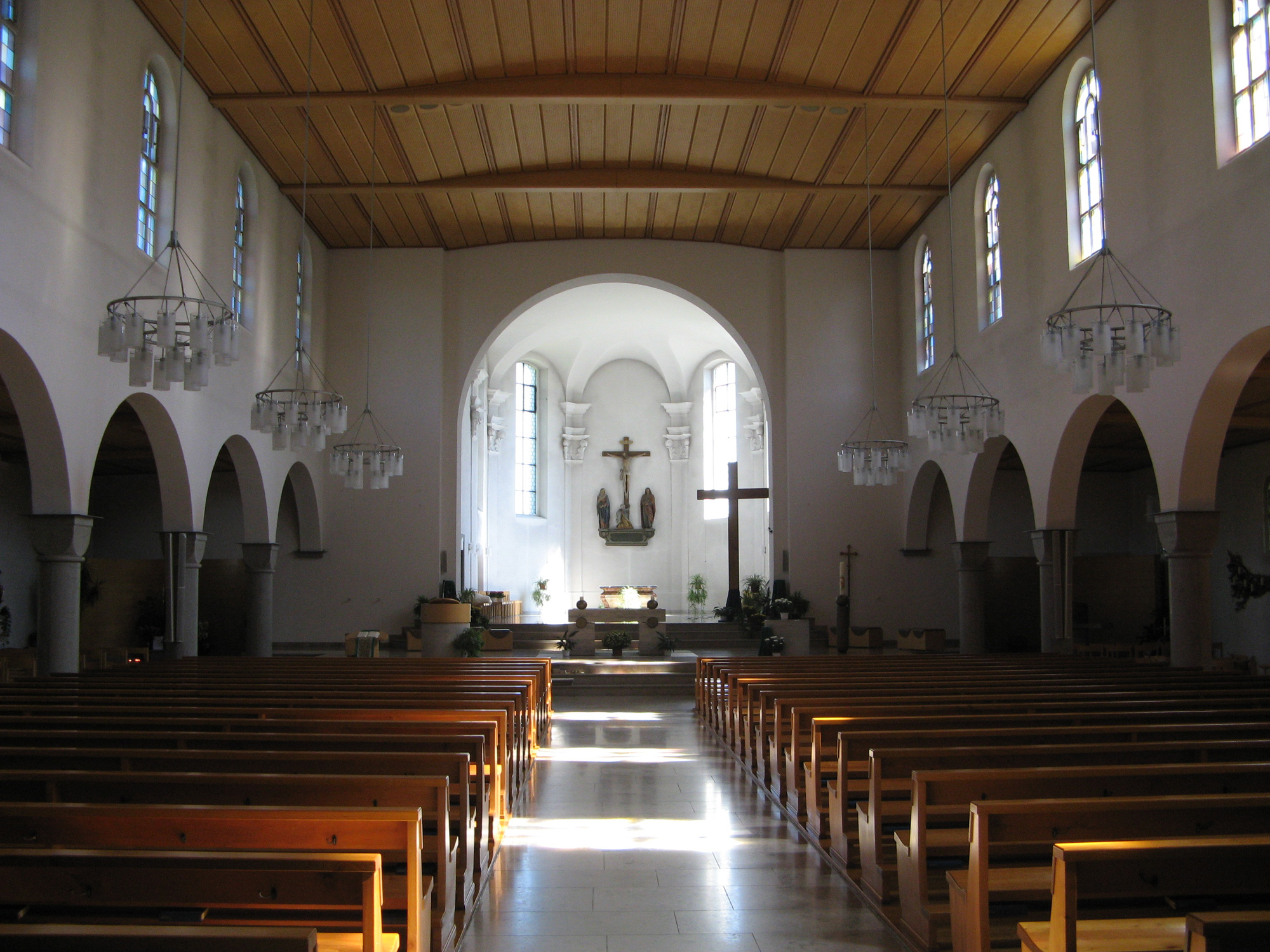
Innenansicht

1027 erfolgte die Gründung des Klosters. Die Pfarrkirche wurde daraufhin abgebrochen, durch die neue Klosterkirche ersetzt und am heutigen Standort neu errichtet. Diese Massnahme diente dazu, der Abtei die Rechtsnachfolge an der Pfarrei zu sichern, da diese am Grundstück hing. Jahrzehntelang stritten die Abtei und ihre Schirmvögte um den Besitz des Kirchensatzes und der damit verbundenen Eigentumsrechte in der Umgebung. Schliesslich verzichteten die Habsburger 1242 endgültig auf die Eigentumsrechte. Die Pfarrei unterstand dem Abt, der einen Vikar mit eigener Pfründe einsetzte. Bis zur Aufhebung des Klosters im Jahr 1841 umfasste das Gebiet der Pfarrei neben Muri auch die heutigen Gemeinden Aristau, Buttwil und Geltwil sowie Wallenschwil in der Gemeinde Beinwil. Filialkapellen unterhielt die Pfarrei in Aristau, Buttwil und Wallenschwil.
1531 beschädigten Truppen aus Bern die Kirche, woraufhin sie am 6. Oktober 1532 neu geweiht wurde. 1583/1584 baute man den Kirchturm neu, zwei Jahre später den Chor.
1637 beschloss die Kirchgemeinde den vollständigen Neubau des Kirchenschiffs und des Chors. Die Arbeiten begannen 1640 und waren sechs Jahre später abgeschlossen. 1677 stellte man einen in der Klosterkirche nicht mehr benötigten Choraltar auf, ebenso 1744. Der heutige Hochaltar wurde 1837/1838 angefertigt, gleichzeitig erhielt die Kirche neue Bilder für die Seitenaltäre.
Da die Kirche zu klein geworden war, wurde das Kirchenschiff 1935/1936 abgebrochen und unter Einbezug der älteren Gebäudeteile in verbreiterter Form neu errichtet. In den Jahren 1987/1988 erfolgte eine umfassende Renovation.

## Ausstattung

### Sehenswert
Am Kirchturm sind kupferne Drachenwasserspeier von 1661 zu sehen. Auf der Fassade befindet sich ein Mosaik des Künstlers Albert Schilling.
Eine spätgotische Kreuzigungsgruppe aus Lindenholz auf dem Altar des südlichen Seitenschiffes stammt aus der ersten Hälfte des 16. Jahrhunderts (1530/40), Details aus dem 17. Jahrhundert. Die Bilder der Kreuzwegstationen schuf der Bildhauer Eduard Spörri.

### Orgel
Die Orgel der Pfarrkirche Muri wurde 1937 von der Manufaktur Metzler Orgelbau in Dietikon gebaut. Sie verfügt über 48 Register auf drei Manualen und Pedal.

### Glocken
Im Kirchturm der Pfarrkirche hängt ein fünfstimmiges Glockengeläut aus Bronze. Es wurde 1935 von der Giesserei H. Rüetschi in Aarau gegossen.
| Glocke | Name                | Gewicht | Schlagton |
| ------ | ------------------- | ------- | --------- |
| 1      | Goarsglocke         | 3208 kg | B°        |
| 2      | Burkardsglocke      | 2231 kg | c′        |
| 3      | Muttergottesglocke  | 1662 kg | d′        |
| 4      | Michaelsglocke      | 0965 kg | f′        |
| 5      | Bruder-Klaus-Glocke | 0695 kg | g′        |